# Zgornja Luša
Zgornja Luša je naselje u slovenskoj Općini Škofji Loki. Zgornja Luša se nalazi u pokrajini Gorenjskoj i statističkoj regiji Gorenjskoj. 

## Stanovništvo
Prema popisu stanovništva iz 2002. godine naselje je imalo 98 stanovnika.